# Контракт Тейлора

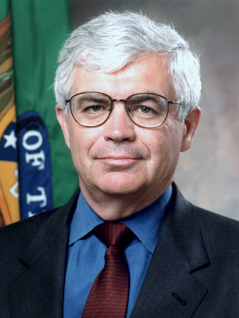
Джон Б. Тейлор

Контракт Тейлора (англ. Taylor contract) или ступенчатый контракт (англ. staggered contract) лежит в основе модели занятости, сформулированной Джоном Б. Тейлором в двух статьях в 1979-80 годах. В простейшем случае в экономике существует один рынок и два профсоюза, которые устанавливает уровень заработной платы. Рабочая сила равномерно разделена между профсоюзами. В начале каждого периода (периоды дискретны) один из профсоюзов заключает коллективный трудовой договор на два периода, то есть оплата труда будет неизменной в течение двух периодов. Таким образом, профсоюз A заключает контракт в середине действия договора, заключенного профсоюзом B, и наоборот. Профсоюзу известно, какой будет экономическая ситуация в первом периоде, однако второй период связан с неопределённостью. Всё, чем сможет оперировать профсоюз относительно отдалённого периода, — это ожидания. Контракты Тейлора создавались как модель установления заработной платы, однако новые кейнсианцы также применяли её для анализа ценообразования.
Контракты Тейлора моделируют номинальную жёсткость в экономике. Если заработная плата и цены демонстрируют совершенную гибкость, имеет место нейтральность денег, то есть классическая дихотомия верна. В предшествующих построениях кейнсианцев, например, в модели IS-LM, эти величины считались зафиксированными в краткосрочной перспективе, поэтому деньги могли сказываться на совокупном продукте и занятости. Тейлор обнаружил, что введя ступенчатые (перекрывающиеся) контракты, можно сделать заработную плату частично гибкой. При однократном шоке денежного предложения процесс подстройки заработной платы начнётся незамедлительно, но произойдёт не мгновенно. В ходе этого процесса совокупный выпуск и занятость могут отклоняться от долгосрочного равновесного уровня.